# Auchorachan
Auchorachan, auch Aucherachan oder Glenlivat war eine Whiskybrennerei nahe Ballindalloch, Moray, Schottland. Sie ist nicht zu verwechseln mit einer gleichnamigen Brennerei, die zwischen 1825 und 1850 in Banffshire bestand.
Über die Brennerei ist wenig bekannt. Sie wurde vor dem Jahr 1790 auf dem Gehöft Auchorachan gegründet und zählt neben Strathisla zu den ältesten Brennereien der bedeutenden Whiskyregion Speyside. Sie lag benachbart zu der seit 1995 stillgelegten Brennerei Tamnavulin. Im Jahre 1852 kam es zur Schließung. Zu ihrer Geschichte sind nur wenige Information erhalten geblieben. Die Gebäude sind teilweise erhalten und werden heute teils landwirtschaftlich genutzt.